# میهایل الکساندروف
میهایل الکساندروف (به انگلیسی: Mihail Alexandrov) (زادهٔ ۹ آوریل ۱۹۸۵) شناگر اهل بلغارستان است.